# Phalascusa hildebrandti
Phalascusa hildebrandti is een insect uit de familie van de vlinderhaften (Ascalaphidae), die tot de orde netvleugeligen (Neuroptera) behoort. 
Phalascusa hildebrandti is voor het eerst wetenschappelijk beschreven door Kolbe in 1897.